# Президент на Монголия
Президентът на Монголия е държавен глава на страната.
Правата му позволяват:
- да определя и назначава кандидат за министър-председател, който след това се одобрява или отхвърля от Великия държавен хурал (ВДХ);
- има право на вето върху законите, приемани от парламента (това вето може да се отхвърли с мнозинство от 2/3 от Хурала);
- да одобрява съдебните решения;
- да ръководи Съвета за сигурност;

Той е главнокомандващ на въоръжените сили.
Президентът се избира от народа за период от 4 години. Има право на два мандата. Кандидатите трябва да представляват партия от парламента.
Има спорове относно това кой е първият монголски президент. Всъщност титлата не е от времето преди демократизацията, но според управляващите тя се появява по време на комунистическия период. Някои определят Богд Хан за първи монголски президент. Балингийн Церендорж Бейсе, който управлява през 1924 г., също е определян за първи президент, но само докато Навандоржийн Яданба не е определен за такъв през ноември същата година. Само ден по-късно Малкият държавен хурал (МДХ, изпълнителен комитет на Великия държавен хурал) сменя държавния глава. По-късно МДХ е отменен. Начело на държавата застава председателят на Великия народен хурал (комунистите променят името от ВДХ на ВНХ). Титлата президент е приета през 1990 г.
|    | Име                                          | Поема поста       | Напуска поста     | Партия                         |
| 1  | Навандоржийн Ядамба                          | 28 ноември 1924   | 29 ноември 1924   | Народна революционна партия    |
| 2  | Пелжидийн Генден                             | 29 ноември 1924   | 15 ноември 1927   | Народна революционна партия    |
| 3  | Ямцангийн Дамдинсюрен                        | 16 ноември 1927   | 23 януари 1929    | Народна революционна партия    |
| 4  | Хорлоогийн Чойбалсан                         | 24 януари 1929    | 27 април 1930     | Народна революционна партия    |
| 5  | Лосолин Лааган                               | 27 април 1930     | 2 юли 1932        | Народна революционна партия    |
| 6  | Агданбуугийн Амар                            | 2 юли 1932        | 22 март 1936      | Народна революционна партия    |
| 7  | Дансрабилегийн Догсом                        | 22 март 1936      | 9 юли 1939        | Народна революционна партия    |
|    | (свободно)                                   | 9 юли 1939        | 6 юли 1940        |                                |
| 8  | Гончигийн Бумценд                            | 6 юли 1940        | 23 септември 1953 | Народна революционна партия    |
|    | Сюнбаатарин Янжмаа (временно изпълняващ)     | 23 септември 1953 | 7 юли 1954        | Народна революционна партия    |
| 9  | Ямцарангийн Самбуу                           | 7 юли 1954        | 20 май 1972       | Народна революционна партия    |
|    | Цагаанламин Дюдерсюрен (временно изпълняващ) | 20 май 1972       | 29 юни 1972       | Народна революционна партия    |
|    | Сономин Лувсан (временно изпълняващ)         | 29 юни 1972       | 11 юни 1974       | Народна революционна партия    |
| 10 | Юмжагийн Цеденбал                            | 11 юни 1974       | 23 август 1984    | Народна революционна партия    |
|    | Нямин Ягжарал (временно изпълняващ)          | 23 август 1984    | 12 декември 1984  | Народна революционна партия    |
| 11 | Жамбин Батмунх                               | 12 декември 1984  | 21 март 1990      | Народна революционна партия    |
| 12 | Пунсалмаагийн Очирбат                        | 21 март 1990      | 3 септември 1990  | Народна революционна партия    |
|    | Пунсалмаагийн Очирбат                        | 3 септември 1990  | 20 юни 1997       | Национална демократична партия |
| 13 | Нацагийн Багабанди                           | 20 юни 1997       | 24 юни 2005       | Народна революционна партия    |
| 14 | Намбарин Енхбаяр                             | 24 юни 2005       | 18 юни 2009       | Народна революционна партия    |
| 15 | Цахиагийн Елбегдорж                          | 18 юни 2009       | 10 юли 2017       | Демократическа партия          |
| 16 | Халтмагийн Баттулга                          | 10 юли 2017       | 25 юни 2021       | Демократическа партия          |
| 17 | Ухнагин Хурелсух                             | 25 юни 2021       | действащ          | Народна партия                 |